# Örserum
Örserum is een plaats in de gemeente Jönköping in het landschap Småland en de provincie Jönköpings län in Zweden. De plaats heeft 308 inwoners (2005) en een oppervlakte van 45 hectare.

## Verkeer en vervoer
Bij de plaats loopt de Länsväg 133.